# El Hadji Diouf
El Hadji Ousseynou Diouf (em árabe: الحاج حسينو ضيوف; Dakar, 15 de janeiro de 1981) é um ex-futebolista senegalês que atuava como atacante.

## Carreira
Ganhou notoriedade na Copa do Mundo de 2002, ao ser o líder da grande e surpreendente campanha de Senegal no torneio. Contratado pelo Liverpool após a Copa, junto com outro destaque da equipe, Salif Diao, ambos ficaram aquém do esperado nos Reds.
Diouf, que até então jogava no futebol francês (onde foi vice-campeão nacional com o Lens), permaneceu na Inglaterra até 2014, tendo passado por clubes como Bolton, Sunderland, Blackburn, Doncaster e Leeds, além do Rangers, da Escócia. Após o fim do contrato, aceitou a proposta do modesto Sabah FA, da Malásia.

## Títulos
Liverpool
- Copa da Liga Inglesa: 2002–03

Rangers
- Scottish Premiership: 2010–11
- Copa da Liga Escocesa: 2010–11